# 中国跨性别者
中国的跨性别者，包括中国的跨性别男性，女性和非二元性别者。

## 称呼
- 跨性別一詞是作為英語Transgender的正式翻譯。[1]
- 药娘是指通过口服或注射药物（雌性激素、黃體素、抗雄性激素）等手段，使其激素状态接近健康顺顺性别女性，通常属于跨性別女性群体。[2]这一词语在跨性别女性群体内通用，但他人使用可能具有一定的冒犯性。
- 對跨性別女性的冒犯性用語包括“娘娘腔”或者是“假丫頭”。[3]
- 儘管變性人（TS）大多是指經過性別重置手術的跨性別女性，但也可以指有使用性別重置療法或性別角色改變的跨性別者。[4]这一用法往往具有冒犯性。
- 人妖通常是對於跨性別者貶抑的稱呼，但是在歷史上也是對於一個人的性別表現與指定性別不同的貶抑詞彙。[5]